# 宗像マルコス望
宗像 マルコス 望（むなかた マルコス のぞみ、1959年2月3日 - ）はブラジル・サンパウロ州出身の元サッカー選手、サッカー指導者。現渋谷幕張高校サッカー部監督。

## 来歴
両親は広島からブラジルに渡った移民の日系2世。13歳でサンパウロFCの下部組織に入団するが、サンパウロ大学への合格を機にプロサッカー選手への道を諦め、学業の傍らアマチュアとして日系人リーグ(AUSP)のモシダージでプレイしていた。サンパウロ大学2年時に小城得達に誘われ日本サッカーリーグ(JSL1部)所属の東洋工業(のちのマツダSC、現・サンフレッチェ広島)に入団するが、日本のサッカーに全く適応できず、活躍できないまま東洋工業を去る。
退団後は東海大学、サンパウロ大学で学び、体育教師としての資格を取得。1985年に渋谷幕張高校サッカー部監督に就任。ルイス、サンドロ、服部公太、田中マルクス闘莉王らを育てた。

## 略歴
選手歴
- サンパウロFC下部組織
- モシダージ
- 1980年 - 1982年 :  東洋工業/マツダSC（リーグ登録は1981年のみ）

引退後歴
- 1983年 - 1984年 :  東海大学
- 1984年 - 1985年 :  サンパウロ大学
- 1985年 - 現在 :  渋谷幕張高校サッカー部監督

## 個人成績
| 国内大会個人成績 | 国内大会個人成績 | 国内大会個人成績 | 国内大会個人成績 | 国内大会個人成績 | 国内大会個人成績 | 国内大会個人成績 | 国内大会個人成績 | 国内大会個人成績 | 国内大会個人成績 | 国内大会個人成績 | 国内大会個人成績 |
| 年度             | クラブ           | 背番号           | リーグ           | リーグ戦         | リーグ戦         | リーグ杯         | リーグ杯         | オープン杯       | オープン杯       | 期間通算         | 期間通算         |
| 年度             | クラブ           | 背番号           | リーグ           | 出場             | 得点             | 出場             | 得点             | 出場             | 得点             | 出場             | 得点             |
| 日本             | 日本             | 日本             | 日本             | リーグ戦         | リーグ戦         | JSL杯            | JSL杯            | 天皇杯           | 天皇杯           | 期間通算         | 期間通算         |
| ---------------- | ---------------- | ---------------- | ---------------- | ---------------- | ---------------- | ---------------- | ---------------- | ---------------- | ---------------- | ---------------- | ---------------- |
| 1981             | マツダ           |                  | JSL1部           | 0                | 0                |                  |                  |                  |                  |                  |                  |
| 通算             | JSL1部           | JSL1部           | カテゴリー       | 0                | 0                |                  |                  |                  |                  |                  |                  |
| 総通算           |                  |                  |                  |                  |                  |                  |                  |                  |                  |                  |                  |